# Powiat de Zwoleń
 (novembre 2024).
Si vous disposez d'ouvrages ou d'articles de référence ou si vous connaissez des sites web de qualité traitant du thème abordé ici, merci de compléter l'article en donnant les références utiles à sa vérifiabilité et en les liant à la section « Notes et références ».
Le powiat de Zwoleń (en polonais : powiat zwoleński) est un powiat (district) appartenant à la voïvodie de Mazovie dans le centre-est de la Pologne, créée en 1999 lors de la réforme administrative.
Elle est née le 1er janvier 1999, à la suite des réformes polonaises de gouvernement local passées en 1998.
Son siège administratif du powiat est la ville de Zwoleń, qui se trouve à 104 kilomètres au sud-est de Varsovie, capitale de la Pologne. Elle est la seule ville du powiat.
Le district couvre une superficie de 571,24 kilomètres carrés. En 2006, sa population totale est de 37 183 habitants, avec une population pour la ville de Żuromin de 8 176 habitants et une population rurale de 29 007 habitants.

## Powiaty voisines
La Powiat de Zwoleń est bordée des powiats de :
- Kozienice au nord
- Puławy à l'est
- Opole Lubelskie au sud-est
- Lipsko au sud
- Radom à l'ouest

## Division administrative
Le powiat comprend 5 communes :
| Gmina          | Type         | Superficie (km²) | Population (2006) | Siège    |
| Gmina Zwoleń   | urbain-rural | 161,1            | 15 233            | Zwoleń   |
| Gmina Przyłęk  | rural        | 130,9            | 6 479             | Przyłęk  |
| Gmina Policzna | rural        | 112,4            | 5 895             | Policzna |
| Gmina Tczów    | rural        | 72,1             | 4 877             | Tczów    |
| Gmina Kazanów  | rural        | 94,8             | 4 699             | Kazanów  |

## Démographie
Données du 30 juin 2005:
| Description | Total  | Total | Femmes | Femmes | Hommes | Hommes |
| ----------- | ------ | ----- | ------ | ------ | ------ | ------ |
| Unité       | Nombre | %     | Nombre | %      | Nombre | %      |
| Population  | 37 232 | 100   | 18 723 | 50,29  | 18 509 | 49,71  |
| Urbain      | 8 164  | 21,93 | 4 251  | 11,42  | 3 913  | 10,51  |
| Rural       | 29 068 | 78,07 | 14 472 | 38,87  | 14 596 | 39,20  |

## Histoire
De 1975 à 1998, les différentes gminy du powiat actuelle appartenaient administrativement à la voïvodie de Radom.